# Могила Т. В. Черняка
Могила Т. В. Черняка — памятник истории местного значения (с 2010), ранее республиканского значения (1965-2009) в Воробьёвке.

## История
Постановлением Совета Министров УССР от 21.07.1965 № 711 «Про утверждение списка памятников искусства, истории и археологии Украинской ССР» («Про затвердження списку пам'ятників мистецтва, історії та археології Української РСР») присвоен статус памятник истории республиканского значения под названием Могила Героя Гражданской войны Т. В. Черняка. Похороненный в 1919 году.
Постановлением Кабинета министров Украины от 03.09.2009 № 928 «Про занесение объектов культурного наследия национального значения в Государственный реестр недвижимых памятников Украины» («Про занесення об'єктів культурної спадщини національного значення до Державного реєстру нерухомих пам'яток України») утратило силу Постановление Кабинета Министров УССР от 21.07.1965 № 711.
Постановлением Министерства культуры и туризма Украины от 03.02.2010 № 58/0/16-10 (в редакции от 16.06.2011 № 453/0/16-11) присвоен статус памятник истории местного значения с охранным № 5521-Чр под названием Могила деятеля гражданской войны  Т. В. Черняка (1891-1919 гг.) — командира 3-й бригады 1-й Украинской Советской дивизии, который погиб в боях за освобождения города Ровно от петлюровцев 11 августа 1919 года.

## Описание
Во время Гражданской войны командир 3-й бригады 1-й Украинской Советской дивизии Тимофей Викторович Черняк погиб в боях с Армией УНР за город Ровно 11 августа 1919 года. По другим данным на станции Здолбунов, в штабе красноармейского полка при невыясненных обстоятельствах, во время мятежа подразделения, сформированного из военнопленных Галицкой армии.
Его тело было перенесено и похоронен на кладбище родного села Воробьёвка в 1919 году. На могиле установлен гранитный обелиск с барельефом. 
В 1952 году на могиле был установлен памятник Т. В. Черняку высотой 3,15 м. В 1977 году памятник перенесён на территорию школы. Решением исполкома Черниговского областного совета народных депутатов от 17.11.1980 № 551 памятнику присвоен статус памятник монументального искусства местного значения с охранным № 1292. Снят с государственного учёта. Приказом Министерства культуры Украины от 04.04.2016 № 200 был в перечне объектов, что не подлежат занесению в Государственный реестр недвижимых памятников Украины.